# Sol over Siam
|  | Denne artikel er oprettet af botten PalnaBot ud fra en ekstern database. Den kan derfor have sproglige fejl eller mangler. Denne skabelon kan fjernes efter kontrol af indholdet. |

Sol over Siam er en film instrueret af Bendt Rom, Bodil Rom.

## Handling
Thailand